# Тыргу-Жиу
Тыргу-Жиу (рум. Târgu Jiu, Tîrgu Jiu; Жилвашархе́й, венг. Zsilvásárhely) — город в Румынии, административный центр жудеца Горж. Расположен в Олтении, в Южных Субкарпатах, на берегах реки Жиу.

## История
Поселение Тыргу-Жиу основано в 1406 году. и получило городские права в 1597 году. В 1748—1764 годах в городе построен православный собор. Выросший в городе скульптор Константин Брынкуши в 1938 году украсил улицу Героев в городе комплексом своих скульптур, в том числе одной из «Бесконечных колонн». В период Второй мировой войны близ города располагался концентрационный лагерь для евреев и антифашистов. В то же время начиная с 1960-х годов начался интенсивный рост города в связи с развитием угледобычи. В 1992 году в городе был основан университет, названный в честь Брынкуши.

## Климат
Климат умеренно континентальный.
Среднегодовая температура составляет +10,2 °C. Абсолютный максимум (+40,6 °C) фиксировался дважды — 8 сентября 1946 года и 4 июля 2000 года, абсолютный минимум (−31°С) — 24 января 1942 года.
| Показатель                                    | Янв. | Фев.  | Март  | Апр. | Май  | Июнь | Июль | Авг. | Сен. | Окт. | Нояб. | Дек.  | Год   |
| --------------------------------------------- | ---- | ----- | ----- | ---- | ---- | ---- | ---- | ---- | ---- | ---- | ----- | ----- | ----- |
| Абсолютный максимум, °C                       | 18,3 | 21,7  | 26,4  | 31,8 | 37,5 | 36,6 | 40,6 | 39,0 | 40,6 | 31,5 | 26,4  | 20,0  | 40,6  |
| Средняя температура, °C                       | −2,4 | −0,3  | 4,8   | 10,9 | 15,9 | 19,4 | 21,4 | 20,8 | 16,5 | 10,5 | 4,8   | 0,0   | 10,2  |
| Абсолютный минимум, °C                        | −31  | −28,3 | −24,7 | −4,6 | −1,2 | 2,2  | 5,0  | 2,6  | −4   | −9   | −15,1 | −26,9 | −31   |
| Норма осадков, мм                             | 52,4 | 50,0  | 45,4  | 63,6 | 83,3 | 92   | 64,4 | 57,6 | 53,5 | 64,5 | 62,6  | 63    | 726,3 |
| Источник: Anuarul statistic al României 2007' |      |       |       |      |      |      |      |      |      |      |       |       |       |

## Экономика
Основой экономики города является угледобыча. Также развиты текстильная, деревообрабатывающая, стекольная промышленность, производство строительных материалов (цемент, кирпич, черепица).

## Спорт
В городе располагается футбольный клуб Пандурий. В городе родился известный румынский футболист Эмиль Дикэ.